# Chiesa della Natività della Beata Vergine Maria (Pozzonovo)
La chiesa di Natività della Beata Vergine Maria è la parrocchiale di Pozzonovo, in provincia e diocesi di Padova; fa parte del vicariato di Monselice.

## Storia

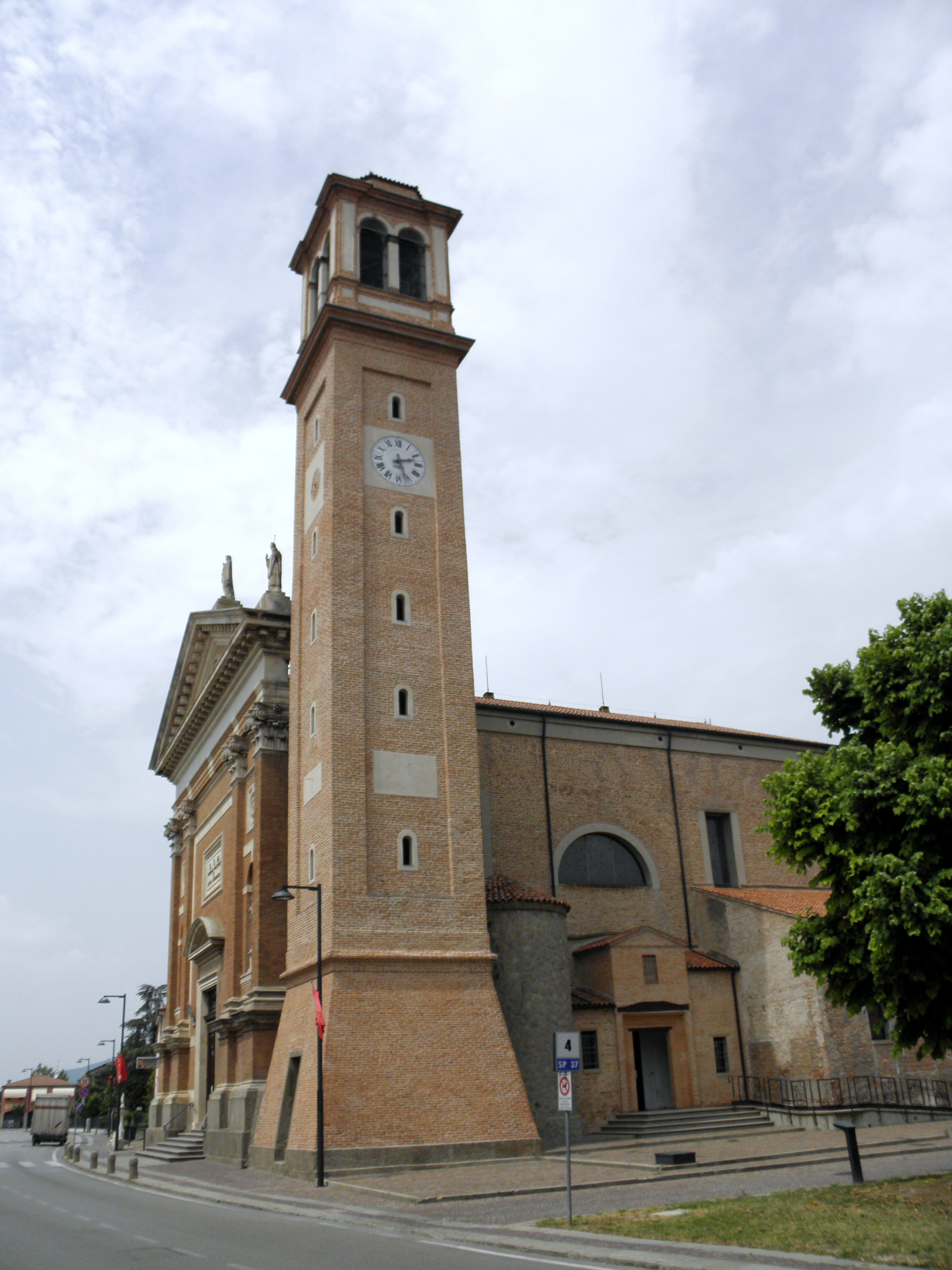
La chiesa vista da un'altra prospettiva

Dalla relazione della visita pastorale del 21 ottobre 1449 s'apprende che il primitivo oratorio di Putheo Novo era retto da un sacerdote che dipendeva dal pievano di Monselice. Il 20 ottobre 1486 il vescovo di Padova Pietro Barozzi, visitando la chiesa, annotò che era ben tenuta.
La chiesa fu poi riedificata nel XVI secolo, come testimoniato dal vescovo Federico Corner il 12 giugno 1587. Questo edificio si rivelò verso la fine del XVII secolo insufficiente a soddisfare le esigenze della popolazione e, così, si decise di demolirlo e di far sorgere al suo posto una nuova chiesa. L'attuale parrocchiale venne costruita tra il 1745 e il 1746; ulteriori lavori di sistemazione furono condotti nel XIX secolo e la consacrazione venne impartita il 3 ottobre 1893 dal vescovo Giuseppe Callegari.
Nel 1910 fu realizzata la facciata, progettata da Giuseppe Berti e realizzata da Rodolfo Renesto e da Radames Scarante. Nel Novecento e agli inizi degli anni Duemila la struttura venne restaurata e ripristinata varie volte: nel 1952 con il rifacimento del tetto, nel 1965 con la realizzazione dell'impianto di riscaldamento, nel 1996 con la posa del nuovo pavimento e nel 2011 con la riparazione del sottotetto.

## Descrizione

### Esterno

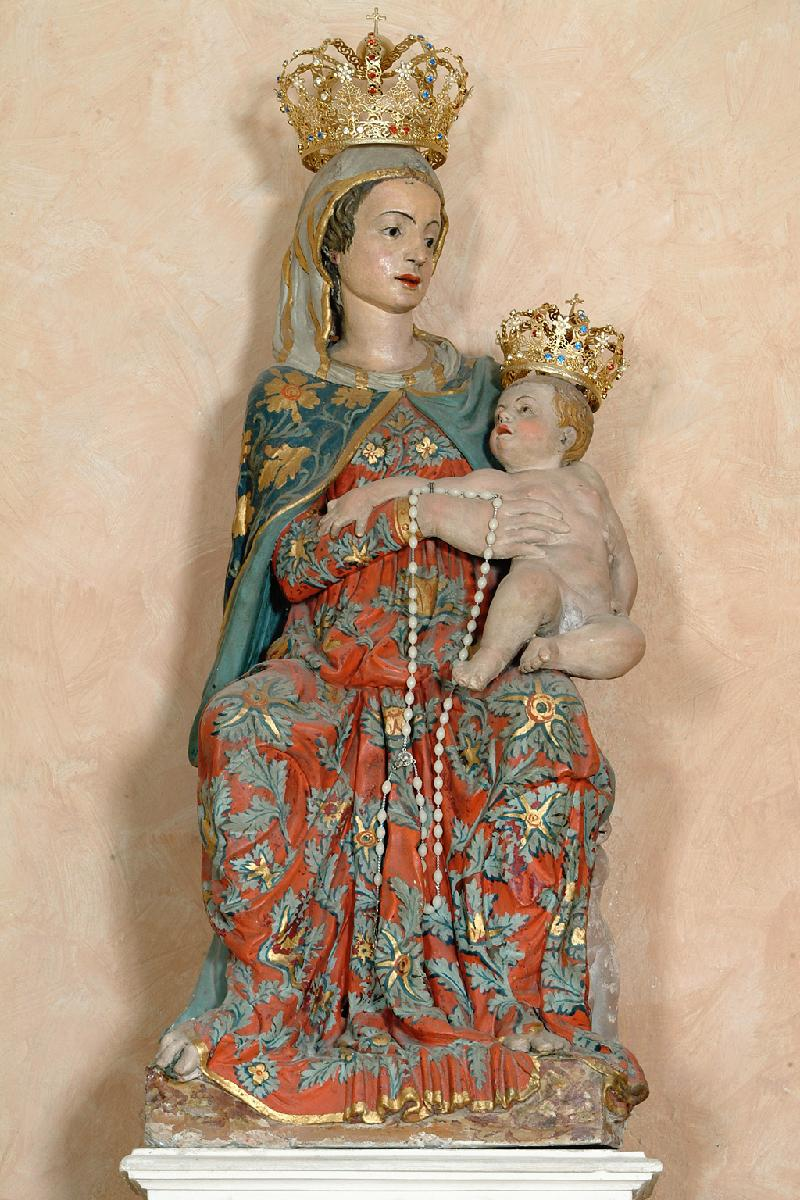
Giovanni de Fondulis - Madonna in trono con il Bambino (prima del restauro)

La facciata, che è in mattoni faccia a vista, è scandita da lesene poggiati su basamenti e caratterizzate da capitelli corinzi che reggono un cornicione di color bianco sopra il quale vi è il timpano.

### Interno
L'interno della chiesa è ad unica navata. L'opera di maggior pregio conservatavi è una statua in terracotta policroma raffigurante la Madonna in trono con il Bambino, per molti anni considerata opera di Nanni di Bartolo, allievo di Donatello. Il recente restauro del 2019 ha però confermato i risultati di studi che avevano già attribuito in modo convincente la scultura al cremasco Giovanni de Fondulis, che nella seconda metà del Quattrocento a Padova raccoglie l’eredità di Donatello, diventando uno dei protagonisti della scultura del tempo nella terraferma veneta. La scultura, databile al 1474 circa, presentava prima del restauro, estese ridipinture e due corone sul capo dei protagonisti.